# Kaing Guek Eav
Kaing Guek Eav (en khmer: កាំ ង ហ្គេ ក អ៊ា វ), més conegut pel nom de guerra Camarada Duch, (província de Kampong Thom, Indoxina francesa, 17 de novembre de 1942 - Phnom Penh, 2 de setembre de 2020) va ser un polític cambodjà, líder del moviment dels Khmers rojos, que va governar la Kamputxea Democràtica (actual Cambodja) de 1975 a 1979, i per la qual cosa va ser acusat de crims de lesa humanitat i condemnat l'any 2012 a presó perpètua.
Duch va néixer en el llogaret Kompung Chen (Província de Kompung Thom) el 1942. La seva família pertany a l'ètnia sinó-khmer. Kaing Guek Eav és conegut per haver estat el director del principal centre d'interrogatoris i execucions dels khmers rojos a Phnom Penh entre 1976 i 1979. Com a cap de la branca de seguretat interna del govern (Santebal), va supervisar el camp de presons de Tuol Sleng (conegut amb el codi S-21, actualment reconvertit en un museu) on es van celebrar milers d'interrogatoris i tortures, després de la qual la gran majoria d'aquests presos van ser finalment executats. Segons les fonts del Centre de Documentació de Cambodja i de diferents autors estudiosos del tema, més de 14.000 persones van ser arrestades amb les seves famílies i conduïdes a Tuol Sleng per ser interrogades per mitjà de tortures i posteriorment executades durant els quatre anys que va durar el règim. Tots els interrogatoris i totes les morts es van produir sota el comandament de Kaing Guek Eav.
Duch vivia a la presó amb la seva dona i els seus dos fills menors d'edat i van fugir de Tuol Sleng el 7 de gener de 1979 davant la imminent caiguda de Phnom Penh en mans de l'exèrcit vietnamita. El 1996 es va convertir al cristianisme protestant en una missió nord-americana a l'occident del país on vivia sota una altra identitat i on treballava com a professor en una escola. El 1999 va concedir una entrevista al periodista britànic Nic Dunlop, el que va motivar seu arrest, però va ser retingut sense judici durant 510 setmanes, el que en si constitueix una violació del degut procés.
El 17 de febrer de 2009 es va iniciar el seu judici com el primer líder dels khmers rojos a ser jutjat per crims de guerra després de 30 anys de la caiguda del règim. El judici va ser supervisat per les Nacions Unides a Phnom Penh. Al febrer de 2012, el tribunal Internacional va revisar la condemna ampliant-la a cadena perpètua.